# Desmodium procumbens
Desmodium procumbens là một loài thực vật có hoa trong họ Đậu. Loài này được (Mill.) Hitchc. miêu tả khoa học đầu tiên.